# غراهام شتارك
غراهام شتارك (بالإنجليزية: Graham Stark)‏ (و. 1922 – 2013 م) هو ممثل كوميدي، وكاتب، وممثل أفلام، ومخرج أفلام، وكاتب سيناريو، وكاتب سير ذاتية، وممثل تلفزي من المملكة المتحدة، والمملكة المتحدة لبريطانيا العظمى وأيرلندا، توفي في لندن، عن عمر يناهز 91 عاماً، بسبب سكتة.

## التعليم
تعلم في الأكاديمية الملكية للفنون المسرحية، في تخصص تمثيل (حتى 1953)
.

## الخدمة العسكرية
خدم في سلاح الجو الملكي.

## وصلات خارجية
- غراهام شتارك على موقع IMDb (الإنجليزية)
- غراهام شتارك على موقع ألو سيني (الفرنسية)
- غراهام شتارك على موقع ميوزك برينز (الإنجليزية)
- غراهام شتارك على موقع أول موفي (الإنجليزية)
- غراهام شتارك على موقع قاعدة بيانات الأفلام السويدية (السويدية)
- غراهام شتارك على موقع إن إن دي بي (الإنجليزية)
- غراهام شتارك على موقع ديسكوغز (الإنجليزية)
- غراهام شتارك على موقع قاعدة بيانات الفيلم (الإنجليزية)
- غراهام شتارك على موقع كينوبويسك (الروسية)